# Resolutie 1180 Veiligheidsraad Verenigde Naties
Resolutie 1180 van de Veiligheidsraad van de Verenigde Naties werd unaniem door de VN-Veiligheidsraad aangenomen op 29 juni 1998, en verlengde de MONUA-waarnemingsmissie in Angola met anderhalve maand.

## Achtergrond
Nadat Angola in 1975 onafhankelijk was geworden van Portugal keerden de verschillende onafhankelijkheidsbewegingen zich tegen elkaar om de macht. Onder meer Zuid-Afrika en Cuba bemoeiden zich in de burgeroorlog, tot ze zich in 1988 terugtrokken. De VN-missie UNAVEM I zag toe op het vertrek van de Cubanen. Een staakt-het-vuren volgde in 1990, en hiervoor werd de UNAVEM II-missie gestuurd. In 1991 werden akkoorden gesloten om democratische verkiezingen te houden die eveneens door UNAVEM II zouden worden waargenomen.

## Inhoud

### Waarnemingen
Doordat UNITA haar verplichtingen niet nakwam zat het vredesproces in Angola in een kritieke situatie. Een belangrijke verplichting was medewerking aan het uitbreiding van het gezag van de staat in het hele grondgebied. Omdat UNITA plaatsen waar dat gezag recent was gevestigd opnieuw innam en er opnieuw mijnen werden gelegd, verslechterde ook de veiligheidssituatie.

### Handelingen
Het mandaat van de MONUA-waarnemingsmissie werd verlengd tot 15 augustus. Ook werd besloten de terugtrekking van het militaire component zodra dat mogelijk is te hervatten.
Secretaris-generaal Kofi Annan werd gevraagd tegen 7 augustus te rapporteren over de stand van zaken met het vredesproces en de VN's rol in Angola.
Van UNITA werd geëist dat de aanvallen op MONUA, ander internationaal personeel, de Angolese regering, de nationale politie en de bevolking ophielden en dat ze meewerkte aan de verificatie van haar demilitarisatie.

## Verwante resoluties
- Resolutie 1173 Veiligheidsraad Verenigde Naties
- Resolutie 1176 Veiligheidsraad Verenigde Naties
- Resolutie 1190 Veiligheidsraad Verenigde Naties
- Resolutie 1195 Veiligheidsraad Verenigde Naties

Lijst ·  1147 ·  1148 ·  1149 ·  1150 ·  1151 ·  1152 ·  1153 ·  1154 ·  1155 ·  1156 ·  1157 ·  1158 ·  1159 ·  1160 ·  1161 ·  1162 ·  1163 ·  1164 ·  1165 ·  1166 ·  1167 ·  1168 ·  1169 ·  1170 ·  1171 ·  1172 ·  1173 ·  1174 ·  1175 ·  1176 ·  1177 ·  1178 ·  1179 ·  1180 ·  1181 ·  1182 ·  1183 ·  1184 ·  1185 ·  1186 ·  1187 ·  1188 ·  1189 ·  1190 ·  1191 ·  1192 ·  1193 ·  1194 ·  1195 ·  1196 ·  1197 ·  1198 ·  1199 ·  1200 ·  1201 ·  1202 ·  1203 ·  1204 ·  1205 ·  1206 ·  1207 ·  1208 ·  1209 ·  1210 ·  1211 ·  1212 ·  1213 ·  1214 ·  1215 ·  1216 ·  1217 ·  1218 ·  1219